# Hypserpa laurina
Hypserpa laurina är en tvåhjärtbladig växtart som beskrevs av Friedrich Ludwig Diels. Hypserpa laurina ingår i släktet Hypserpa och familjen Menispermaceae. Inga underarter finns listade i Catalogue of Life.